# Västra Björntjärnen, Ångermanland
Västra Björntjärnen är en sjö i Örnsköldsviks kommun i Ångermanland och ingår i Moälvens huvudavrinningsområde.